# Bilia
Bilia (en cors Bilia) és un municipi francès, situat a la regió de Còrsega, al departament de Còrsega del Sud. L'any 2005 tenia 48 habitants.

## Demografia
| 1962 | 1968 | 1975 | 1982 | 1990 | 1999 | 2005 |
| ---- | ---- | ---- | ---- | ---- | ---- | ---- |
| 45   | 58   | 40   | 38   | 41   | 40   | 48   |

## Administració
| Període   | Identitat                | Partit | Qualitat |
| --------- | ------------------------ | ------ | -------- |
| 2001-2008 | Jean François Quilichini |        |          |
| 2008-     | Gerard Andreani          |        |          |